# 福山潤作品列表
福山潤CD作品列表，是收錄日本聲優福山潤，自1997年出道以來至2007年所參與演出的CD系列作品列表。
以下列表為日本地區CD作品發售日期。

## 動畫・廣播劇CD
- 變身公主 PRINCESS PRINCESS系列
  - PRINCESS PRINCESS （辻寮長）（2004/07/25）
  - PRINCESS PRINCESS Drama CD Vol.1（河野亨）（2006/04/28）
  - PRINCESS PRINCESS Drama CD Vol.2（河野亨）（2006/06/23）
  - PRINCESS PRINCESS Drama CD Vol.3（河野亨）（2006/07/21）
  - PRINCESS PRINCESS Drama CD Vol.4（河野亨）（2006/08/25）
  - PRINCESS PRINCESS character song  Sweet Suite Vol.3（河野亨）（2006/07/21）
- 破天荒遊戲 Drama CD（偷了槍的男人）（COMIC ZERO-SUM CD COLLECTION 03）
- 蜜×蜜水果糖系列
  - 蜜×蜜水果糖（百合丘千駿）（2005/01/28）
  - 蜜×蜜水果糖 II（百合丘千駿）（2005/05/27）
  - 蜜×蜜水果糖 III（百合丘千駿）（2005/08/26）
- 系列
  - Tales of Destiny2 Part1（凱伊路・迪那敏斯）（2003/04/26）
  - Tales of Destiny2 Part2（凱伊路・迪那敏斯）（2003/05/23）
  - Tales of Destiny2 Part3（凱伊路・迪那敏斯）（2003/06/25）
  - Tales of Destiny2 Part4（凱伊路・迪那敏斯）（2003/07/25）
  - Tales of Destiny2 The Final（凱伊路・迪那敏斯）（2003/08/22）
- 魔法水果籃 Drama CD（櫻木直人）（2005/05/25）
- 夢幻遊戲 玄武開傳系列
  - 夢幻遊戲 玄武開傳 （紫義）（2005/01/26）
  - 夢幻遊戲 玄武開傳 二（紫義）（2005/08/24）
  - 夢幻遊戲 玄武開傳 三（紫義）（2005/12/22）
  - 夢幻遊戲 玄武開傳 四（紫義）（2006/08/25）
- 東京地底奇兵 Vol.2  Heart・String（衛兵）（2002/09/13）
- 倒凶十將傳「魔王的心臟」後篇（美香之弟）（2000/10/24）
- 天使特警 -Sound Layer- Vol.1（特威德魯達）（2002/12/27）
- 女神異聞錄PERSONA Vol.2（男學生）（1998/07/01）
- 鬼之風水系列
  - 鬼之風水I ～薰 －KAORU－ ～（筒井卓也）（2006/03/29）
  - 鬼之風水II～卓也 －TAKUYA－ ～（筒井卓也）（2006/06/25）
- 鬼眼狂刀 SAMURAI DEEPER KYO－KYO－ 第四卷『朱雀對鶺鴒』（前任"紅王"）（2006/06/02）
- 高機動交響曲系列
  - 高機動幻想「高機動交響曲」Drama CD Vol.1～白之章～（竹内優斗）（2006/01/25）
  - 高機動幻想「高機動交響曲」Drama CD Vol.2～白之章～（竹内優斗）（2006/02/22）
- 感應少女 蘭～街/前篇～（綾瀨留衣）（2007/02/07）
  - 感應少女 蘭～街/後篇～（綾瀨留衣）（2007/03/28）
- 克拉斯特學園 CLUSTER EDGE系列
  - CLUSTER EDGE 「名為你的光芒」 Cluster'S（Beryl Jasper）（2005/11/23）
  - CLUSTER EDGE Drama CD character collection（Beryl Jasper）（2006/02/22）
  - Cluster'S 「我們的奇蹟」（Beryl Jasper）（2006/02/22）
  - DRAMA CD CLUSTER EDGE －未來－（Beryl Jasper）（2006/12/08）
- 歡迎來到秘密俱樂部! （白瀬真透）（2005/12/22）
- 哈雷小子 deluxe specialCD～高級的叢林通信（ポクテ夫）（2002/11/30）
- 金色琴弦系列
  - 金色琴弦～發售前的character interview～（志水桂一） （雜誌《VOICE Romance》附錄CD）（2003/06/28）
  - 金色琴弦～與妳相遇之前～（志水桂一）（PS2特典CD）（2004/03/18）
  - 金色琴弦～微風的詼諧曲～（志水桂一）（2003/12/25）
  - 金色琴弦～陽光流洩的鳴奏曲～ （志水桂一）（2004/01/28）
  - 金色琴弦～覺醒的卡農～（志水桂一）（2005/08/24）
  - 金色琴弦～心血來潮的賦格曲～（志水桂一）（2005/09/21）
  - 金色琴弦～espressivo～（志水桂一）（2004/02/21）
  - 金色琴弦～espressivo 2～（志水桂一）（2005/10/19）
  - 金色琴弦～fantasmagoria～（志水桂一）（2004/08/25）
  - 金色琴弦～divertimento～（志水桂一）（2006/02/22）
  - 金色琴弦～Happy Time～（志水桂一）（活動會場限定CD）（2005/09/03）
  - 金色琴弦～intermezzo～（志水桂一）（活動會場限定CD）（2006/08/06）
  - 金色琴弦～tutti～（志水桂一）（活動會場限定CD）（2007/03/10）
  - 金色琴弦～primo passo～character collection 0 -前奏曲-（志水桂一）（2006/09/20）
  - 金色琴弦～primo passo～character collection 1 -火原篇-（志水桂一）（2006/12/20）
  - 金色琴弦～primo passo～character collection 2 -志水篇-（志水桂一）（2007/01/24）
  - 金色琴弦～primo passo～classic collection -第1選拔篇-（志水桂一）（2006/11/01）
  - 金色琴弦～primo passo～classic collection -第2選拔篇-（志水桂一）（2006/12/06）
  - 金色琴弦～primo passo～classic collection -第3選拔篇-（志水桂一）（2007/02/14）
  - 金色琴弦～primo passo～classic collection -最終選拔篇-（志水桂一）（2007/03/28）
  - 金色琴弦～primo passo～classic collection -利利的One Point古典樂特別篇-（志水桂一）（2007/04/04）
  - 金色琴弦～primo passo～「CRESCENDO」（stella quintet（志水桂一））（2006/12/06）
  - 金色琴弦2 ～vivace～（志水桂一）（2007/02/07）
  - 金色琴弦2～～（志水桂一）（2007/03/28）
- 橘色甜心系列
  - 橘色甜心～稍微有些喜歡你～（白石誠二）（2005/11/02）
  - 橘色甜心 Mini Album （白石誠二）（2007/04/26）
- 君吻系列 
  - 君吻 Drama CD Vol.1 ～星乃結美～（柊明良）（2006/08/23）
  - 君吻 Drama CD Vol.2 ～里仲鳴海＋菜菜～（柊明良）（2006/10/25）
  - 君吻 Drama CD Vol.3 ～二見瑛理子～（柊明良）（2006/12/20）
- 秋之回憶2 Memories Off 2nd Complete Box～memory time capsule～（中森翔太）（2003/12/03）
- 犬神!系列
  - 犬神! Character Collection CD1 ＆啓太（川平啓太）（2006/01/25）
  - 犬神! Character Collection CD2 ＆啓太（川平啓太）（2006/02/22）
  - 犬神! Character Collection CD3 ＆啓太（川平啓太）（2006/03/24）
  - 犬神! Character Collection CD4 ＆啓太（川平啓太）（2006/04/26）
  - 犬神! Character Collection CD5 ＆啓太（川平啓太）（2006/06/21）
  - 犬神! Character Collection CD6 ＆啓太（川平啓太）（2006/07/26）
  - 犬神! Character Collection CD7 ＆啓太（川平啓太）（2006/08/23）
  - 犬神! Character Vocal Album paradiso（川平啓太）（2006/12/21）
  - 犬神!～狂走曲之一!～Kichijitsu Love Story!?（川平啓太）（2006/09/21）
  - 犬神!～狂走曲之二!～與絕望的戰鬥～（川平啓太）（2006/11/22）
- 星際少年隊 E'S OTHERWISE Comic CD Vol.2 （2003/10/17）
- 植木的法則 character song album The Low Of Songs!（アノン）（2006/03/15）
- 正邪幻想史OO系列
  - 正邪幻想史OO BLACK/MATRIX OO Vol.1（Able）（2004/10/22）
  - 正邪幻想史OO BLACK/MATRIX OO Vol.2（Able）（2004/11/25）
- 赤河戀影 sound theater 8（マリ・ピアシュシュリ）（2003/02/19）
- 初音島「春色之島」（朝倉純一）（2003/01/22）
- 成惠的世界系列
  - 成惠的世界 之1「我的女朋友是外星人」（丸尾正樹）（2002/02/21）
  - 成惠的世界 之2「夏之扉」（丸尾正樹）（2002/03/21）
  - 成惠的世界 之3「變得親愛的人們」（丸尾正樹）（2002/04/24）
  - 成惠的世界 之4「相信的心情」（丸尾正樹）（2002/05/22）
  - 成惠的世界 special 之1「Steel heart」（丸尾正樹）（2002/08/21）
  - 成惠的世界 special 之2「時之狂想曲」（丸尾正樹）（2002/09/25）
  - 成惠的世界 special 之3「對宇宙吶喊!」（丸尾正樹）（2002/10/23）
  - 成惠的世界 original Drama Vol.1（丸尾正樹）（2003/06/25）
  - 成惠的世界 original Drama Vol.2（丸尾正樹）（2003/08/27）
- 仕立屋工房 Drama CD Collection 2（火炎）（2007/02/14）
- 殺×愛-- Loves, so that want to kill. （椎堂密）（2007/03/28）
- 少年陰陽師系列
  - 少年陰陽師 風音編 第一卷（藤原敏次）（2005/01/26）
  - 少年陰陽師 風音編 第二卷（藤原敏次）（2005/03/25）
  - 少年陰陽師 風音編 第三卷（藤原敏次）（2005/05/25）
  - 少年陰陽師 風音編 第四卷（藤原敏次）（2005/07/22）
  - 少年陰陽師 sound track ＆Drama CD 第一卷（藤原敏次）（2006/03/24）
- 狩獵浪漫（篁伊織）（2004/08/25）
- 狩獵浪漫2（篁伊織）（2004/12/22）
- 神to戰國學生會～LoveLove・Chain大集合!～Drama CD（葛城武藏）（2006/11/22）
- 聖魔之血 Trinity Blood Rage Against the Moons II MISSION III OVERCOUNT（ブラザー・アンデレ）（2002/08/21）
- 聖誕老人的宅配便（禮物）Drama CD（三田五郎）（2006/12/24）
- 卒業M Drama collection～～（男學生）（1998/01/21）
- 最終神話戰爭 IDEAOPERA DRAMA ALBUM 第二章 徬徨的冥界之扉（雷神）（2006/12/16）
- BLEACH BEST COLLECTION 2nd SESSION03 更木劍八、草鹿八千留、斑目一角＆綾瀬川弓親（綾瀬川弓親）（2006/08/02）
- 異界繁盛記 雛屋商店（深川陸）（2005/06/24）
- 異界繁盛記 雛屋商店 第二卷（深川陸、Robin）（2006/03/24）
- 巖窟王 audio drama 異形的貴公子 （阿爾貝魯）（2005/11/23）
- 陰陽大戰記系列
  - 陰陽大戰記 special sound track 虎之卷（太刀花陸）（2004/06/24）
  - 陰陽大戰記 special sound track 2 龍之卷（太刀花陸）（2005/11/25）
- 陽炎系列
  - 陽炎～新章～（朱童一馬）（2004/01/31）
  - 陽炎～新章～1（朱童一馬）（2004/09/24）
- 烏嚕嚕冒險～戀遊記 DRAMA CD～～（深栗）（2005/07/21）
- 武裝鍊金系列 
  - 武裝鍊金 Drama CD（武藤和樹）（2006/05/26）
  - 武装錬金 Drama CD 2（武藤和樹）（2006/10/06）
  - 武装錬金 EXPRERT-CD1（武藤和樹）（2007/03/28）
- 我們的步伐 STEP-1～激怒與號泣、還有爆笑!～（雙子的弟 浪速次郎）（2006/03/24）
- 闇與帽子與書的旅人系列 
  - 闇與帽子與書的旅人 ED主題曲 「奉獻永恆的祈禱」（爾亞）（2003/12/10）
  - 闇與帽子與書的旅人 Extra Book 1－時空的旅人－（解說員）（2004/02/04）
  - 闇與帽子與書的旅人 Extra Book 2－迷宮的去向－（解說員）（2004/03/17）
- ANGELIC LAYER 天使領域 character song album～天使的音樂（Melody）～（小林虎太郎）（2001/08/22）
- Are you Alice? 愛麗絲的茶會 phase.1 March Hare（三月兔）（2006/06/15）
- BARETTSTAR系列
  - BARETTSTAR 2nd 第1卷（高原翼）（2006/03/25）
  - BARETTSTAR 2nd 第2卷（高原翼）（2006/04/29）
  - BARETTSTAR 2nd 第3卷（高原翼）（2006/07/29）
  - BARETTSTAR 2nd 第4卷（高原翼）（2006/08/26）
  - BARETTSTAR 2nd 第5卷（高原翼）（2006/10/28）
  - BARETTSTAR 2nd R1（高原翼）（2006/10/25）
  - BARETTSTAR 2nd R2（高原翼）（2006/11/22）
  - BARETTSTAR 2nd R3（高原翼）（2007/01/25）
  - BARETTSTAR 2nd R4（高原翼）（2007/02/23）
  - BARETTSTAR 2nd R5（高原翼）（2007/04/25）
  - BARETTSTAR 3rd 第1卷（高原翼）（2007/01/27）
  - BARETTSTAR 3rd 第2卷（高原翼）（2007/04/27）
- BLACK BLOOD BROTHERS Drama CD Vol.1（Zellman Clock）（2007/01/24）
  - BLACK BLOOD BROTHERS Drama CD Vol.2（Zellman Clock）（2007/02/21）
- Both Wings～白與黑的交會之處～（倉本雅一）（2006/11/22）
- Canvas～深棕色的動機 Featuring～櫻塚戀～（※角色名字未刊登）（2002/03/09）
- decade～Yukiru Sugisaki 10th Anniversary～（傑洛・苑名）（2005/09/02）
- Eternal Guardian系列
  - Eternal Guardian～聖戰士傳說～序章（Isaac）（2004/07/22）
  - Eternal Guardian～聖戰士傳說～第一部 第一章「tempest」（Isaac）（2005/03/04）
  - Eternal Guardian～聖戰士傳說～第一部 第三章「serenade」（Isaac）（2005/07/22）
  - Eternal Guardian～聖戰士傳說～character vocal（Isaac）（2005/09/22）
- FAVORITE DEAR 勇者之光系列
  - FAVORITE DEAR concept song CD ～F.D. When There's a will,There's a way～（菲莉蜜・瑪格娣魯）（1999/02/26）
  - FAVORITE DEAR～character song files I（菲莉蜜・瑪格娣魯）（1999/03/26）
  - FAVORITE DEAR～NorthernStories～（菲莉蜜・瑪格娣魯）（1999/04/21）
- FIVE（溪幸平）（2005/08/24）
- Flower Of Life（三國翔太）（2006/02/28）
- （Maro）（2006/07/26）
- 系列
  - （河川菊之介）（2004/07/23）
  - （河川菊之介）（2005/12/02）
- CODE GEASS 反叛的魯路修系列
  - CODE GEASS 反叛的魯路修 Sound Episode 1（魯路修・蘭佩魯傑）（2007/04/25）
- Hard Days Nights～「SOMEDAY」～（龍崎星哉）（2004/01/23）
- INNOCENT VENUS Drama CD Vol.1（青狼）（2006/09/21）
- KIYOSHO系列
  - KIYOSHO 第1卷（御廚俊）（2006/04/28）
  - KIYOSHO 第2卷（御廚俊）（2006/06/30）
  - KIYOSHO 第3卷（御廚俊）（2006/09/29）
  - KIYOSHO 第4卷（御廚俊）（2006/11/24）
  - KIYOSHO 第5卷（御廚俊）（2007/02/23）
- LOVELESS系列
  - LOVELESS DRAMA CD Vol.1 ～BRAINLESS～（彌生）（2005/05/25）
  - LOVELESS DRAMA CD Vol.2 ～FACELESS～（彌生）（2005/07/22）
  - LOVELESS DRAMA CD Vol.3 ～SOULLESS～（彌生）（2005/08/24）
  - LOVELESS DRAMA CD Vol.4 ～VOICELESS～（彌生）（2005/09/22）
  - LOVELESS CHARACTER  DRAMA CD Vol.2 RITSUKA＆YUIKO＆YAYOI ～SUGARLESS～（彌生）（2006/06/23）
  - LOVELESS CHARACTER  DRAMA CD Vol.5 SOUBI＆RITSU～HEARTLESS～（彌生）（2006/09/22）
  - LOVELESS VOCAL ALBUM （彌生）（2006/09/08）
- PIANO系列
  - PIANO 第二樂章（高橋一也）（2001/09/26）
  - PIANO 第三樂章（高橋一也）（2001/11/28）
- Purism×Egoist系列
  - Purism×Egoist Vol.1 ～☆SCHOOL DAYS 前篇～（桐山蒼（master））（2005/08/29）
  - Purism×Egoist Vol.2 ～☆SCHOOL DAYS 後篇～（桐山蒼（master））（2005/09/29）
  - Purism×Egoist Vol.3 ～心之翼～（桐山蒼（master））（2005/10/29）
- Salute!系列
  - Salute!～海賊～第1話「被詛咒了的2人!?」（メリー）（2006/04/30）
  - Salute!～海賊～第2話「銀狼的襲擊!?」（メリー）（2006/06/30）
  - Salute!～海賊～第3話「年少的婚約者!?」（メリー）（2006/08/31）
- Sanit Beast 四聖獸系列
  - Sanit Beast Drama CD 第4卷「SIGN～胎動～」（神官潘朵拉）（2004/03/21）
  - Sanit Beast Drama CD 第5卷「SEVEN～大罪～」（神官潘朵拉）（2004/04/23）
  - Sanit Beast Drama CD 第6卷「SATISFACTION～贖罪～」（神官潘朵拉）（2004/05/21）
  - Sanit Beast Drama CD 第7卷「CONVICTION～淨罪～」（神官潘朵拉）（2004/09/24）
  - Sanit Beast Drama CD 第8卷「CORRECTION～虜囚～」（神官潘朵拉）（2004/11/25）
  - Sanit Beast Drama CD 第9卷「CREATION～結束～」（神官潘朵拉）（2005/01/21）
  - Sanit Beast Drama CD 悠久之章～樂園喪失～第1卷（神官潘朵拉）（2005/09/22）
  - Sanit Beast Drama CD 悠久之章～樂園喪失～第2巻（神官潘朵拉）（2005/11/25）
  - Sanit Beast Drama CD 悠久之章～樂園喪失～第3巻（神官潘朵拉）（2006/01/25）
  - Sanit Beast Drama CD 恩仇之章～聖獸封印～第1卷（神官潘朵拉）（2006/09/22）
  - Sanit Beast Drama CD 恩仇之章～聖獸封印～第2卷（神官潘朵拉）（2006/12/22）
  - Sanit Beast Drama CD 恩仇之章～聖獸封印～第3卷（神官潘朵拉）（2007/03/21）
  - Sanit Beast Drama CD 第1巻～if～（神官潘朵拉）（2004/08/25）
  - Sanit Beast Drama CD 第2巻～love～（神官潘朵拉）（2005/03/25）
  - Sanit Beast Coupling CD series #3 神官潘朵拉×（神官潘朵拉）（2004/04/07）
  - Sanit Best Lost.2/Vocal Best of the Sanit Beast（神官潘朵拉）（2005/06/22）
  - OVA Sanit Beast ～幾千晝夜篇～original sound track ＆character vocal album Trembled Melodies（神官潘朵拉）（2006/06/07）
- SoundTail Drama CD Quintet 第二話 沖繩★游泳衣★再加上演歌?（水川さとし）（2002/12/28）
- S.S.D.S.系列 
  - Super Stylish Doctors Story「愛的解體新書 revolution2」（KERO☆YUKI）（2005/10/26）
  - Super Stylish Doctors Story「愛的解體新書 revolution4」（KERO☆YUKI）（2006/07/26）
  - Super Stylish Doctors Songs  vocal album 2 「Ten Supplements」（KERO☆YUKI）（2005/12/21）
- STRANGE+系列 
  - STRANGE+ THE DRAMA CD（巧美）（COMIC ZERO-SUM CD COLLECTION 09）
  - STRANGE+ THE DRAMA CD2「DEEP SEEKER」（巧美）（COMIC ZERO-SUM CD COLLECTION 17）
- switch 緝毒特搜班系列
  - switch Drama CD（衛藤快）（2004/09/24）
  - switch Drama CD Vol.2 DS篇（衛藤快）（2005/05/27）
  - switch Drama CD Vol.3 mp篇（衛藤快）（2005/08/26）
  - switch VOCAL CD vol.1「come up smiling」（衛藤快）（2004/10/22）
- The Voice Request series Vol.3 ～迷惑的女人～ 第3話「大正無政府狀態・偵探」（壬生公彥）（1999/08/21）
- To Heart 2 系列
  - Anthology Drama CD To Heart 2 Vol.1（河野貴明）（2006/02/24）　
  - Anthology Drama CD To Heart 2 Vol.2（河野貴明）（2006/03/24）
- Vie Durant 3（レザ）（2004/09/24）
- W ～Wish～系列
  - W～Wish～character mini album 1 泉奈＆春陽（遠野潤和）（2004/11/17）
  - W～Wish～character mini album 2 翼＆秋乃（遠野潤和）（2004/12/22）
  - W～Wish～character mini album 3 智＆彩夏（遠野潤和）（2005/01/19）
  - W～Wish～Drama CD（遠野潤和）（2005/01/19）
- 魔法老师 红色之翼  Drama CD（塞古托）（2010）

## BL廣播劇CD
- 白衣・黑衣 制服男人的征服（Chris、黑田） （Comic+Drama CD）（2005/04/07）
- 背德的LoveSick（相原透）（2005/03/28）
- 蜜約（加嶋未久）（LEAF CV Novel）（2005/04/01）
- 沒有自我的男人（篁音彦）（2004/06/26）
- 妃川螢原作系列
  - 引人犯罪的你（藍田樹）（2004/02/03）
  - 引人犯罪的你-against LOVE-（藍田樹）（2006/08/15）
- 墮入淫亂的陷阱（神津雅俊）（2005/02/26）
- 東山道轉墜異聞（松平修理）（2005/10/21）
- 大使夜晚的低聲私語（天羽陸）（2005/09/05）
- 到樂園來!　「SideB」（櫻）（2004/07/31）
- 鬥敗犬事務所～沒有你不能活下去～（向井翼）（2005/12/22）
- 甜蜜融點（遠矢陸）（2004/10/30）
- 脫下西裝之後...（藤村貴人）（2003/11/21）
- 藤原萬璃子原作 系列
  - Paparazzian Paradise（ハルキ）（2004/05/25）
  - Paparazzian Paradise2～Calling You～（ハルキ）（2004/11/20）
- 南原兼原作  純情系列
  - 純情Heart解放區（瀬尾晶）（2002/02/20）
  - 純情Night激戰區（瀬尾晶）（2003/04/05）
- 寮長先生與秘密的契約（瀬野一真）（2004/07/31）
- 戀愛 a la carte!（藤波俊貴）（2004/08/25）
- 凜－RIN－!（小早川桂）（2004/10/30）
- 龍川和卜原作 LOVE SEEKER系列
  - LOVE SEEKER （外村智弘）（2004/03/05）
  - LOVE SEEKER2（外村智弘）（2005/01/18）
  - LOVE SEEKER3（外村智弘）（2006/03/25）
- 原作 為了未知的明天系列
  - 為了未知的明天／side直哉（羽田直哉）（2004/10/05）
  - 為了未知的明天／side基繼（羽田直哉）（2005/10/20）
- 告訴心愛的人（岡金子紀季）（2005/07/20）
- 幻想少年譚 月彥（月彥）（2005/05/25）
- 和泉桂原作  清澗寺系列
  - 這個罪業深重的夜晚（清澗寺道貴）（2005/02/26）
  - 每個夜晚裡流著蜜液（清澗寺道貴）（2006/09/29）
- 黑的騎士（羅迪）（2003/11/29）
- 極道之妻的忠告（和田優介）（2004/04/30）
- 即使抱住你也不生氣? 　「STORY1：即使抱住你也不生氣?」（服部慎太郎）（2006/03/23）
- 菅野彰原作 每日晴天!系列
  - 小孩不停留 每日晴天! 2（帶刀真弓）（2003/02/28）
  - 花店的二樓 每日晴天! 3（帶刀真弓）（2004/04/24）
  - 孩子的主張 每日晴天! 4（帶刀真弓）（2005/02/26）
  - 龍頭町三丁目 帶刀家迷惑的日常 每日晴天! 5（帶刀真弓）（2006/02/24）
  - 孩子們的長夜 每日晴天! 6（帶刀真弓）（2007/02/23）
- 金澤有倖原作 魔王系列
  - 一直是你（伽羅）（含通販特典8cmCD）（2004/03/15）
  - 謊言的聖約（伽羅）（含通販特典8cmCD）（2005/09/15）
  - 任性的福音（伽羅）（含通販特典8cmCD）（2007/02/15）
- 薔薇的名字（山上彬）（2003/04/25）
- 情色的咒語束縛～王子殿下的咒語束縛～（鈴倉葵、速見佳隆）（f-LAPIS Voice Novel 8cm CD）（2005/09/28）
- 心動戀愛學園～失控的心跳～（松山泰明）（2002/09/25）
- 心愛的泰迪男孩（若草惠）（2003/11/21）
- 新娘是開發室長（高城玲司）（2006/05/26）
- 學園天堂系列
  - 學園天堂～屬於你的未來～（伊藤啓太）（2002/12/28）　
  - 學園天堂2～無敵的3年生～（伊藤啓太）（2003/12/21）
  - 學園天堂2～強氣的2年生～（伊藤啓太）（2004/01/23）
  - 學園天堂2～Welcome to HEAVEN!～（伊藤啓太）（2004/02/25）
  - 學園天堂～SONG!MVP～（伊藤啓太）（2004/08/25）
  - 學園天堂～SWEET CANDY～（伊藤啓太）（2004/12/22）
  - 學園天堂～BITTER CHOCOLATE～（伊藤啓太）（2004/12/22）
  - 學園天堂～Happy☆paradise～（伊藤啓太）（2005/11/25）
  - TV Animation 學園天堂 Sound File（伊藤啓太）（2006/07/21）
- 朝霧夕原作  親貓系列
  - 貓一樣的你～復仇篇～（一之關潤）（2004/06/23）
  - 親貓愛的歸宿（一之關潤）（2005/06/22）
- 真夜中的彌次先生喜多先生 愛與幻覺的小夜曲（記者）（2005/10/21）
- 躊躇之戀的愛與罪（慎彌）（2004/03/26）
- 沉默之狼（佐倉紅葉）（2004/07/20）
- 沉溺在你的臂彎裡（山田惠）（2004/11/27）
- 失戀狂熱（敦也）（2007/03/30）
- 是－ZE－（紺）（2005/12/20）
- 樹要原作 小情人系列
  - 任性、可愛、小情人（高見奈津）（2005/03/26）
  - 任性、可愛、小情人2（高見奈津）（2005/11/25）
  - 任性、可愛、小情人3（高見奈津）（2007/04/27）
- 水壬楓子原作 Moonlit系列
  - Moonlit Hunting（怜夜）（2006/11/25）
  - Moonlit Drops（怜夜）（2007/03/25）
- 山本小鐵子原作 Brothers系列
  - BROTHERS Vol.1（渡邊）（2006/06/28）
  - BROTHERS Vol.2（渡邊）（2006/07/28）
- 日向唯稀原作  誘惑系列
  - 誘惑（美禰遙）（2005/03/20）
  - 誘惑～second stage～（美禰遙）（2005/09/20）
  - 誘惑～final stage～（美禰遙）（2006/07/25）
- 任性的囚犯（村島雄三）（2002/05/22）
- 私立翔瑛學園男子高中部 倉科老師受難記（井之上芽）（2005/08/26）
- 松岡夏輝原作 FLESH&BLOOD 七海情蹤系列
  - FLESH&BLOOD 七海情蹤1（東鄉海斗）（2005/12/22）
  - FLESH&BLOOD 七海情蹤2（東鄉海斗）（2006/02/24）
  - FLESH&BLOOD 七海情蹤3（東鄉海斗）（2006/04/21）
- 松岡裕太原作 寵物情人系列
  - 想被你飼養!（相澤和樹）（2004/07/30）
  - 想被你疼愛!（相澤和樹）（2005/07/20）
- 原作 戀愛系列
  - 戀愛的試味（藤之宮智幸）（2003/11/27）
  - 戀愛的調味（藤之宮智幸）（2004/03/24）
  - 戀愛的攪拌～藤之宮君救濟編～（藤之宮智幸）（2004/09/23）
  - 戀愛的美味（藤之宮智幸）（2005/08/14）
- 原作 CherryBoy作戰系列
  - CherryBoy作戰～無理的發情期～（水上毅）（2004/01/15）
  - CherryBoy作戰～夜晚的Romantic～（水上毅）（2004/09/15）
- 誘惑的十日物語（The Decameron）～沉溺於一千零一夜的愛～  「第2話 只有兩人的永遠、第5話 沉溺於一千零一夜的愛」（須永透、天龍寺靜）（2005/08/22）
- 隱藏在蒼海裡的愛戀（ショア・ランカーム）（2006/09/08）
- 英國妖異譚（Rupert Emily）（2004/02/25）
- 霧島珠樹原作 若!! 少爺系列
  - 若!!（嵩田二郎）（2002/06/19）
  - 若!! 　復刻版（嵩田二郎）（2005/12/08）
  - 若!!2（嵩田二郎）（2006/01/20）
- 我們的運勢 　「戀愛的機械」（僕）（2004/06/26）
- 溫柔的背後有著荊棘 DANGER～互相爭奪全部的愛～（三奈瀬葵）（2006/04/15）
- 與你同眠（倉持裕人）（2004/10/27）
- 慾望的vector（笹本和希）（2005/07/22）
- 月之狼 　「遊雀」（鈴雀）（2005/12/29）
- 遠野春日原作 貴族系列
  - 被愛的貴族新娘（高柳一葉）（2004/09/20）
  - 被貴族摘採的花（神代修三）（2004/10/20）
  - 桔梗庵的盜花人與貴族（蘆名胤人）（2005/02/20）
- 擁抱在摩天樓（水無瀬基）（2006/01/27）
- 阿部美幸原作 微憂青春日記系列
  - 微憂青春日記（久住渡）（2003/03/19）
  - 微憂青春日記～真正的朋友有幾人?～（久住渡）（2003/12/26）
- 阿川好子原作 Troubel Maker系列
  - Troubel Maker 　「scene3」（松崎彰）（2003/04/23）
  - Troubel Maker2 （松崎彰）（2006/09/21）
- 愛與慾望學園 　「LESSON3」（高原夕）（2005/04/28）
- （澁谷）（2004/05/21）
- Black or White（仁科千晶）（2005/09/22）
- Characters Refine（水瀬一彌）（2004/01/23）
- Deal（水嶋律）（2005/12/20）
- DR.乘於龍之上（宮城翔）（2003/09/25）
- FAN（茂利里實）（2003/05/16）
- GP學園系列
  - GP學園情報處理部（木村鈴音）（2005/08/20）
  - GP學園情報處理部2（木村鈴音）（2006/05/25）
- Hybrid Child 眷戀你的溫柔 　「第一話」（小太郎）（2005/04/22）
- Lovely Sick ～戀愛疾患～（秋芳尚之）（2004/09/20）
- Love★Pani戀愛警報☆panic注意報（小湊杏太）（2005/08/12）
- （森川晶）（2003/07/15）
- Mix★Mix★Chocolate 　「2nd approach」 （下平）（2003/11/29）
- MOMO♥CAN II ～桃罐2～（水蜜桃）（2003/07/24）
- Nipponia Nippon～朱鷺之戀～（櫻）（2003/07/25）
- RECIPE 　「我喜歡的叔叔」（聰）（2005/05/28）
- WILD ROCK 曠野柔情 （尤恩）（2002/11/30）

## BL談話性質CD
- 裏MONOROSE TAKE2（演出者：一條和矢、荻原秀樹、吉野裕行、井上和彥、宮田幸季、松本保典、福山潤、高城元氣、成田劍 等）※NOT FOR SALE
- 幻想少年譚 月彥（月彥）（初回特典8cmCD）（2005/05/25）
- 即使抱住你也不生氣? 2Shot Free Talk CD（演出者：福山潤、中井和哉、中村悠一、千葉進步、濱田賢二、鈴村健一）（購入者應募特典CD）※NOT FOR SALE
- 真夜中的彌次先生喜多先生 愛與幻覺的小夜曲 Free Talk CD （記者）（購入者應募特典8cmCD）※NOT FOR SALE
- 誘惑的十日物語～沉溺於一千零一夜的愛～Free Talk CD 「CouplingTalk ×5」（演出者：鈴村健一、小杉十郎太、福山潤、平川大輔、武內健、野島裕史、遊佐浩二）（通販特典Talk CD）（2005/08/22）※NOT FOR SALE
- 英國妖異譚 （Rupert Emily）（初回特典8cmCD）（2004/02/25）
- 溫柔的背後有著荊棘 DANGER～互相爭奪全部的愛～Free Talk CD（演出者：鈴村健一、櫻井孝宏、福山潤、遊佐浩二、野島裕史、千葉進步、平川大輔）（通販特典Talk CD）（2006/04/15）※NOT FOR SALE
- BL 裏話 SPECIAL Part.3 （演出者：森川智之、堀內賢雄、鳥海浩輔、福山潤）（活動會場限定CD）（2005/03/26）
- "BROTHERS" SPECIAL FREE TALK!!「福山先生與平川先生的秘密談話」（演出者：福山潤、平川大輔）（全卷購入特典CD）※NOT FOR SALE
- CherryBoy作戰～無理的發情期～「心跳 4P BattleTalk ～?」（演出者：吉野裕行、鈴村健一、福山潤、櫻井孝宏）（初回特典Talk CD）（2004/01/15）※NOT FOR SALE
- CherryBoy作戰～夜晚的Romantic～「全員集合!TwoShot CircleTalk☆♥」（演出者：福山潤、鈴村健一、成田劍、宮田幸季、鳥海浩輔、鈴木千尋、MIKI）（初回特典Talk CD）（2004/09/15）※NOT FOR SALE
- DJCD BL學園放送部 bell☆Radi（Personality：福山潤 Guest：神谷浩史、坪井智浩、野島裕史、森川智之、置鮎龍太郎、川上倫子、櫻井孝宏、小西克幸、三木真一郎、鈴村健一）（2006/12/22）
- FLESH＆BLOOD PRIVILEGE SPECIAL TALK CD（演出者：福山潤、諏訪部順一、小西克幸、大川透、堀內賢雄、岩崎征實）（通販特典Talk CD）※NOT FOR SALE

## 廣播・談話性質CD
- SPECIAL CD99（雜誌1999年10月號特別附錄CD）
- 變身公主 PRINCESS PRINCESS DJ・CD Vol.1（Personality：福山潤、柿原徹也）（2006/10/25）
  - 變身公主 PRINCESS PRINCESS DJ・CD Vol.2（Personality：福山潤、柿原徹也）（2006/11/22）
- 不思議工房症候群 原創朗讀CD EPISODE.8「音樂盒」朗讀：福山潤（2006/02/17）
- 談到早晨! 第一夜（演出者：福山潤、高城元氣）
- 談到早晨! 第二夜（演出者：福山潤、高城元氣）
- 金色琴弦～下課後的練習曲～ Radio CD 第2樂章 （Personality：谷山紀章、小西克幸  Guest：福山潤）（2006/02/08）
- 少年陰陽師 Radio CD （Personality：甲斐田雪 、小西克幸 Guest：田中理惠、福山潤、小林沙苗 ）（2006/12/22）
- （有）Cherry Bell 分室special.8 聲優GACHINKO對談番組"THE MARUHADAKA" 福山潤 篇（Personality：羽多野涉、小島惠 Guest：福山潤）（2005/12/22）
- MONO-ROSE 冬增大號 （Personality：一條和矢、荻原秀樹、吉野裕行 Guest：福山潤）（2003/12/28）
- Neo Romance Paradise Cure!2 （Guest：福山潤）（2003/12/25）
- Neo Romance Paradise Cure!5 （Guest：福山潤）（2004/05/26）
- Personal Talk CD 福山潤 （演出者：福山潤、一條和矢、荻原秀樹、吉野裕行）（2004/02/14）
- 新・Personal Talk CD 中井和哉（Personality：成田劍、福山潤 Guest：中井和哉）（2004/10/29）
- 新・Personal Talk CD 3 井上和彥（Personality：成田劍、福山潤 Guest：井上和彥）（2005/03/31）
- Radio CD 鬼之風水 －The Invitation－（筒井卓也）（2007/01/30）
- Radio CD 月刊Asuka station ～YOU＆A CARNIVAL21～（Personality：櫻井孝宏（澁谷有利）、福山潤（深川陸））（月刊Asuka創刊21週年紀念、2006年8月號特別附錄）
- Radio CD 月刊Asuka station 2（Personality：福山潤（魯路修・蘭佩魯傑）、杉山紀彰（利瓦爾））（月刊Asuka、2007年4月號特別附錄）
- Radio ZERO-SUM TALK PACK 4 ～It is under actibity actively.～（Personality：高橋廣樹、鈴村健一 Guest：小西克幸、福山潤、朴璐美）（COMIC ZERO-SUM CD COLLECTION 12）
- Sanit Beast DJCD Chat.1 （2004/12/22）
- Sanit Beast DJCD Chat.2～野獸們的A・B・CD～ （2005/06/24）
- Sanit Beast Radio CD 第3巻「野獸們的HEAVEN'S PARTY hyper」 （2004/09/24）
- SANSPO・聲優應援MessageCD「Yell Message」第2章 （演出者：宮田幸季、松岡由貴、嘉數由美、木村亞希子、福山潤、岩居由希子、鈴村健一）（2004/12/25）
- webRadi voice theater  魔法使者的盛宴（Personality：福山潤、諏訪部順一）（2006/08/02）
- webRadi voice theater  魔法使者的推薦（Personality：福山潤、諏訪部順一）（2006/10/04）

## 音樂CD
- 變身公主 PRINCESS PRINCESS character song  Sweet Suite Vol.3
：（Vo.河野亨）
- 片頭曲
「風的勳章」：（第52話所使用。Vo.Beetma、要十真（CV：淺川悠）、Wyburst（CV：千葉一伸）、Harnia（CV：石川寬美）、Moley（CV：TARAKO）、Delie（CV：櫻井浩美）、（CV：陶山章央）、（CV：金井美香）、（CV：（長島雄一）等）
- 金色琴弦～espressivo～ 
「Hi・Damari」：（Vo.志水桂一）
- 金色琴弦～espressivo 2～ 
「Sotto Voce」：（Vo.志水桂一、柚木梓馬（CV：岸尾大輔））
「Overture －序曲－」～Theme Song of "La corda d'oro"～：（Vo.志水桂一、月森蓮（CV：谷山紀章）、土浦梁太郎（CV：伊藤健太郎）、火原和樹（CV：森田成一）、柚木梓馬（CV：岸尾大輔）、金澤紘人（CV：石川英郎）、王崎信武（CV：小西克幸））
- 金色琴弦～fantasmagoria～
「Tone Color －真珠的音色－」：（Vo.志水桂一）
- 金色琴弦～Happy Time～ 廣播節目「金色琴弦～下課後的練習曲～」ED主題曲
「Happy Time」：（Vo.志水桂一、月森蓮、土浦梁太郎、火原和樹、柚木梓馬）
- 金色琴弦～divertimento～
「Moments of Delight」：（Vo.志水桂一）
- 金色琴弦～primo passo～character collection 0 -前奏曲- 
：（Vo.志水桂一、月森蓮、土浦梁太郎）
- 金色琴弦～primo passo～ 片尾曲
「CRESCENDO」：（Vo.stella quintet：志水桂一、月森蓮、土浦梁太郎、火原和樹、柚木梓馬）
- 金色琴弦～primo passo～character collection 2 -志水篇-
「天使的吐息」：（Vo.志水桂一）
- 橘色甜心～我愛上你了～OP主題曲
「橘色甜心（オレンジハニー）」：（Vo.白石誠二）
- 犬神! Character Collection CD1 ＆啓太　 
「犬神! 狂走曲 －第一幕與啓太篇 」：（Vo.川平啓太、（CV：堀江由衣））
- 犬神! Character Collection CD2 ＆啓太 
「犬神! 狂走曲 －第二幕與啓太篇 」：（Vo.川平啓太、（CV：名塚佳織））
- 犬神! Character Collection CD3 ＆啓太 
「犬神! 狂走曲 －第三幕與啓太篇 」：（Vo.川平啓太、（CV：長谷川靜香））
- 犬神! Character Collection CD4 ＆啓太 
「犬神! 狂走曲 －第四幕與啓太篇 」：（Vo.川平啓太、（CV：松岡由貴））
- 犬神! Character Collection CD5 ＆啓太 
「犬神! 狂走曲 －第五幕與啓太篇 」：（Vo.川平啓太、（CV：森永理科）、（CV：本多陽子））
- 犬神! Character Collection CD6 ＆啓太 
「犬神! 狂走曲 －第六幕與啓太篇 」：（Vo.川平啓太、（CV：遠藤綾）、（CV：新谷良子））
- 犬神! Character Collection CD7 ＆啓太 
「犬神! 狂走曲 －第七幕與啓太篇 」：（Vo.川平啓太、（CV：木川繪理子）、（CV：廣田詩夢）、（CV：小林晃子））
- 犬神!～狂走曲之一!～Kichijitsu Love Story!?
：（Vo.川平啓太）
- 犬神! Character Vocal Album paradiso
「NEW DAYS! 」：（Vo.川平啓太）
「Make it Real with Love 」：（Vo.川平啓太）
- 學園天堂～SONG!MVP～Drama CD
「向前去吧!」：（Vo.伊藤啓太）
「BL學園（貝爾利巴堤學園）校歌」：（Vo.伊藤啓太、BL學園一同：丹羽哲也（CV：小西克幸）、西園寺郁（CV：神谷浩史）、中嶋英明（CV：森川智之）、七條臣（CV：坪井智浩）、遠藤和希（CV：櫻井孝宏）、成瀬由紀彥（CV：三木真一郎）、篠宮紘司（CV：置鮎龍太郎）、岩井卓人（CV：野島裕史）、瀧俊介（CV：鈴村健一）、海野聰（CV：川上倫子））
- 學園天堂～SWEET CANDY～ Web Radio BL學園放送部「bell☆Radi」OP主題曲
「WALK UP!」：（Vo.伊藤啓太、BL學園一同）
- 學園天堂～BITTER CHOCOLATE～ Web Radio BL學園放送部「bell☆Radi」ED主題曲
「Little Wish」：（Vo.伊藤啓太、BL學園一同）
- 植木的法則 character song album The Low Of Songs!
「road」：（Vo. ）
- 死神 BLEACH BEST COLLECTION 2nd SESSION03 更木劍八、草鹿八千留、斑目一角＆綾瀬川弓親
「We」：（Vo.綾瀬川弓親）
- 武装錬金 EXPRERT-CD1
「青春的達人」：（Vo.武藤和樹）
- ANGELIC LAYER 天使領域 character song album～天使的音樂（Melody）～
「Guardian Angel～想守護著你」：（Vo.小林虎太郎）
- CLUSTER EDGE  ED主題曲
「名為你的光芒」：（Vo.Cluster'S：Beryl Jasper、Agate Fluorite（CV：下野紘）、Fon Aina Sulfur（CV：岸尾大輔）、Chrome（CV：吉野裕行））
- Cluster'S 第二波單曲 CLUSTER EDGE OP主題曲 
「我們的奇蹟」：（Vo.Cluster'S：Beryl Jasper、Agate Fluorite、Fon Aina Sulfur、Chrome）
- CLUSTER EDGE DRAMA CD character collection
：（Vo.Beryl Jasper、Agate Fluorite）
- Eternal Guardian ～聖戰士傳說～ character vocal ED主題曲
「永遠的牽絆」：（Vo.Isaac 、Ladis（CV：吉野裕行））
- FAVORITE DEAR  concept song CD 
「When There's a will,There's a way」：（Vo.Fellimi MacDill）
- FAVORITE DEAR character song files I 
「雲的五線紙」：（Vo.Fellimi MacDill）
- LOVELESS  VOCAL ALBUM 
「Growing up」：（Vo.彌生）
- Saint Beast Coupling CD series #3 神官潘朵拉×
「光明與黑闇的交會」：（Vo.神官潘朵拉）
- Super Stylish Doctors Songs 2 vocal album「Ten Supplements」 
「揚起風!」：（Vo.KERO☆YUKI、日下真一郎（CV：千葉進步））
- switch VOCAL CD Vol.1
「come up smiling」：（Vo.衛藤快）
- switch VOCAL CD EXTRA DISC Real （4CD連動購入應募者100名限定抽選CD）
「Real」：（Vo.衛藤快、倉林春（CV：櫻井孝宏））

## 個人專輯CD
- 浪漫的世界31(DVD付初回限定盤) (2009/11/26發售)

```
  1. 気になるアイツはポンチョ〜ヌ
  2. 心はキミの影になりにき
  3. 想いのツヅリ
  4. 聖なる夜に〜with you
  5. ゴミ収集車の唄〜私の四畳半ライブ
  6. エスプレッソ
  7. だって僕は雨男
  8. 自転車とクローバー
  9. Love Letters~南の街より(+プロローグ)
 10. Love Letters~南の街より (+アンデス)	
 11. Love Letters~南の街より (+スペイン語の練習)	 	
 12. Love Letters~南の街より (+列車) 
 13. Love Letters~南の街より (+荒野)	
 14. Love Letters~南の街より (+海)
 15. Love Letters~南の街より (+to do list)
 16. Love Letters~南の街より (+カーニバル)
 17. Love Letters~南の街より (+アマゾン河)
 18. おやすみ
```

- Love Letters 2 ～パリ市ロマンチッ区(DVD付初回限定盤)(2010/7/21預定發售)

```
  1. プロローグ
  2. 陽気なギャルソン〜まどろみの窓辺
  3. 地下鉄のマル
  4. @cafe
  5. Deli
  6. 古本屋のおっさん
  7. それでもセーヌは流れる
  8. ベルノー
  9. @Ste-Chapelle
 10. ヒゲのマリオネット〜アルラマ
 11. アビニョンの橋の上で
 12. 観覧車から
 13. メリーゴーランド
```

## 關連項目
- 福山潤